# Туризъм
Турѝзъм, в класическия смисъл, се нарича пътуване с цел отдих и развлечение. Той може да се разглежда и като стопански отрасъл, който обслужва туристическата дейност. В съответствие с определенията на Световната организация по туризъм (СОТ) се дефинират следните понятия:
- Туризъм, в широкия смисъл, се наричат временни пътувания на хора от постоянното им място на пребиваване за развлекателни, медицински, образователни, физически и спортни, професионални, делови, религиозни и за други цели, без да се занимават с дейности, свързани с получаване на доходи от източници в страната (мястото) на временно пребиваване.
- Турист е лице, което посещава страната (мястото) на временен престой за оздравителни, развлекателни, образователни, физически и спортни, професионални и делови, религиозни и други цели, без да се занимава с дейности, свързани с генериране на доходи от източници в страната (място) на временно пребиваване, за период от 24 часа до 6 последователни месеца или прекарва поне една нощувка в страната (мястото) на временно пребиваване.

Понятието произлиза от френската дума tour (обиколка).
Туризмът има важно значение в социален и икономически аспект. Благодарение на него човешкото здраве и трудоспособността се стабилизират и се разкриват работни места, които понякога са основен източник на доходи за определено селище и подобряват жизнения стандарт в него. В личен план, пътуванията, които хората предприемат, често обогатяват тяхната езикова, познавателна и социална култура.

## История
Съвременният туризъм се заражда през XIX век в Западна Европа, като първоначално е по-развит в индустриализиращи се страни като Обединеното кралство, Франция, Швейцария и други. След Втората световна война става масово социално-икономическо явление. Като цяло се развива с високи темпове и е определян като един от водещите отрасли на XXI век.

## Класификация на туризма
Туризмът може да бъде класифициран по различни признаци: цел, време, ландшафтен и географски признак, стопански резултати, начини на организация и придвижване, гражданство на туристите и страна на пътуването.
Според целта си, той се разделя на:
- познавателен (екскурзионен) туризъм
- рекреационен туризъм
  - оздравителен туризъм: санаториално лечение, балнеоложки, курортен, спа- и уелнестуризъм
  - медицински туризъм
- селски туризъм (включва аграрен туризъм и фермерски туризъм)
- екотуризъм
- спортен туризъм
- пешеходен туризъм (хайкинг, трекинг)
- риболовен и ловен туризъм
- екстремен туризъм
- културен туризъм
- събитиен туризъм
- бизнестуризъм (или делови, където влизат още и конгресния и панаирния)
- хобитуризъм
- религиозен туризъм (поклонничество)
- гастрономически туризъм
- винен туризъм
- секстуризъм
- военен туризъм
- социален туризъм

Според времето, за което се извършва туристическата дейност, се разграничават краткотраен, дълготраен, ежеседмичен и други видове туризъм.
Според ландшафтния и географски признак съществуват планински, морски, речен, въздушен, космически туризъм.
Според стопанските резултати се поделя на стопански и социален туризъм. Днес социален туризъм в чист вид не съществува, тъй като всички туристически дейности са на пазарна основа.
Според гражданството на туристите и страната, в която се извършва туристическото пътуване, се разграничават вътрешен и международен туризъм. Посещенията на чужди граждани се наричат активен туризъм, тъй като те носят валутни приходи. Пътуванията на български граждани извън страната се нарича пасивен туризъм, тъй като при тях се изнася валута зад граница.
Според начина на организация на туристическите пътувания туризмът е организиран, неорганизиран, групов, индивидуален и др.
Според начина на придвижване:
- активен туризъм – с използване на активни движения за пътуване: пеша, ски, колоездене, конна езда.
- транспортен туризъм – с пасивно използване на транспортни средства: автомобилен, въздушен, железопътен, морски, космически туризъм.

## Фактори
Факторите за развитие на туризма са:
1. Генетични – пораждат необходимостта от пътувания с рекреационна и познавателна цел. Това са условията на туристическата среда, които определят туристическото търсене. Генетичните фактори обособяват следните групи:
  1. Социално-икономически фактори – включват характера и степента на социално-икономическото развитие на дадено общество; характера и интензивността на труда, които определят вида и продължителността на почивката; индустриализацията и научно-техническото развитие; обема и структурата на свободното време; доходите, жизнения стандарт и материалната осигуреност на населението; социалната осигуреност – застраховки, осигуровки.
  2. Демографски фактори – брой, разпределение и движение на населението; възрастова и семейна структура; професионална структура на местното население и на туристите; степен на урбанизация; характер на селищната мрежа и устройството на селищата.
  3. Екологични и медико-биологични фактори – качество на жизнената среда в населеното място; жилищни условия; условия на работното място; здравно състояние на населението.
  4. Правни и политически фактори – вътрешна и външна политическа обстановка; социална политика на страната; гранични, визови и митнически формалности.
  5. Психологически фактори – ценностна ориентация на различните категории хора; национални и културни традиции; туристически навици; демонстрирането на социален престиж, статус и финансови възможности; културно равнище на участниците в туризма.
2. Реализационни – те са свързани с предлагането в самата туристическа дестинация и включват:
  1. наличие на ресурси (природни и антропогенни)
  2. наличие на материално-техническа база и инфраструктура
  3. наличие на кадри (управленски, информационно-екскурзоводни, обслужващ персонал) и организационна структура
  4. развитие на транспорта
  5. развитие на връзките между отраслите, индустриалните предприятия и основния доставчик за туристическата индустрия
  6. териториално-устройствена среда.

## Ресурси
Туристическите ресурси са създадените от човека и природата обекти, процеси и явления. Въз основа на факторите за развитие са формирани две големи групи туристически ресурси: природни и културно-исторически (антропогенни).
Природните ресурси включват следните основни компоненти: релеф, климат, води, биогенни ресурси (флора, фауна), почви.
Антропогенните ресурси се разделят на познавателни, делови и спортни.
България е страна изключително богата на туристически ресурси, както с многообразието на природните си дадености, така и с уникалността на своите 16 фолклорни зони.

## Материална база
Материалната база на туризма включва средствата за подслон и хранене (хотели, хостели, къщи за гости Архив на оригинала от 2020-11-23 в Wayback Machine., мотели, къмпинги, хижи, самостоятелни стаи, ресторанти), както и всички съоръжения и дейности, свързани с туристическото обслужване.
Тя е съставна част от туристическия продукт и създава реалните условия за неговото производство и реализация, усвояване и използване на туристическите ресурси. Определя се като съвкупност от материални условия за производство и реализация на основни услуги (нощувки, хранене, транспорт) и допълнителни услуги (спортни, развлекателни, лечебни и др.) за задоволяване потребностите на туристите във връзка с пътуването и пребиваването в туристическото място. Като материален носител тя носи неговите белези и специфични характеристики:
1. Материалната база е хетерогенна (разнородна) – тя съдържа елементи с различно функционално предназначение, които, макар и трудно, трябва да функционират като система, тъй като туристът оценява комплексно и изисква туристическото предлагане да е хармонично.
2. Материалната база има комплексен характер, тъй като чрез нея се задоволяват комплексни човешки потребности.
3. Материалната база е стационарна и слабо еластична – в нея преобладават стационарните елементи (сгради, съоръжения), подвижните и активни елементи са едва 1/3 част от нея. Слабо еластична е към пазарните промени (еластичност – единица изменение в цената се отразява на търсенето). Ограничена е възможността за реагиране на пазарните промени, тъй като пасивните елементи в нея не позволяват вземането на алтернативни решения.
4. Материалната база е териториално определена и изисква висок размер инвестиции. Към високата цена и посочените пасивни елементи се добавя и високата цена на земята, особено в по-известните курорти.
5. Материалната база е пряко свързана с туристическите ресурси. Те определят и нейните основни характеристики като вид, капацитет, стандарт и др.
6. Сезонност в използването на материалната база – в зависимост от вида на ресурсите и климатичните условия имаме по-висока или по-слабо изразена сезонност. Тази сезонна експлоатация определя по-трудната възвръщаемост на инвестициите в материалната база.
7. Силна зависимост от търсенето и като цяло от пазара. Желателно е при изграждането ѝ да се заложи възможност за полифункционалност и възможности за вътрешно преструктуриране. Изискванията на туристите към стандарта и дизайна на материалната база са високи. Те предпочитат по-луксозни условия от постоянното си местожителство, което изисква по-големи инвестиции.

Изискванията към материалната база са за функционалност, естетичност и психологически комфорт. Ето защо на материалната база се разчита да формира атмосферата и имиджа на цялостния туристически продукт. Изисквания съществуват и по отношение на сигурността и безопасността.
В България материалната база се контролира и регулира чрез системата на категоризацията. Дадената категория информира за вида и качеството на съставящите я обекти, нивото на обслужване и персонал.
Структурата на материалната база се разделя на две групи – туристическа инфраструктура и туристическа суперструктура. Туристическата инфраструктура представлява съвкупността от всички конструкции под и над земята, свързващи дадена територия с останалите места и осъществяваща интензивна дейност върху тях. Разделя се на обща и специализирана.
Към туристическата суперструктура се отнасят сградите, обзавеждането и оборудването на средствата за подслон, местата за настаняване, заведенията за хранене и развлечение, посредническите фирми и търговските обекти. Чрез нея се фиксира капацитета и усвояването на капацитета и усвояването на туристическата територия.

## Направления на туристическите потоци
В наше време в света има четири големи района, в които се зараждат туристическите потоци – Европа, САЩ, Япония и Австралия. Те са наречени от специалистите „светът на заминаващите“. Към тях в бъдеще се очаква да се присъедини и Китай.
Тъй като европейският район и районът на САЩ разполагат с много туристически ресурси, имат изградена модерна туристическа база, предлагат изобилие от туристически услуги и приемат туристи от целия свят, те могат да бъдат разгледани и като райони с развит туризъм – най-големите в света. В процес на формиране са туристическите райони в Азиатско-Тихоокеански район, в Южна Америка и в Африка (Северна и Южна).
Една от страните с голямо влияние в световния туризъм е Русия, поради многобройното си население и платежоспособност. Предпочитани страни за почивка от руснаците са Италия, Испания, Гърция, Турция, България, както и екзотични дестинации, като Египет.
Европа осигурява най-интензивния туристически поток – вътре в континента и от континента за другите туристически райони. Европейската природа е разнообразна, континентът е люлка на древни цивилизации, на сравнително малката му територия са разположени десетки, богати на туристически ресурси страни, което стимулира туристическите пътувания. Стимул за туризма са и високата степен на икономическо развитие на страните в Западна Европа и доходите на населението в тях – те превишават значително средното равнище за света.
Районът на САЩ разполага с разнообразни туристически ресурси. Туристическият поток е разпределен равномерно. Половината от туристите пътуват в страната, а другата половина – към всички туристически центрове в света. Най-посещавани от американците са Канада, Мексико и Карибският басейн.
Японците посещават най-често Югоизточна Азия и Тихоокеанските острови, а през последните години – и Европа.
Днес нараства потокът от туристи към Мексико, Мароко, Тунис, Карибските острови, островите в Индийския океан, Сингапур, Тайланд и други.
Туризмът в страните от Третия свят е изправен пред решаване на много проблеми. Те произтичат от темповете на икономическо развитие на тези страни. Към Третия свят са насочени само 15 % от туристическия поток в света. В туризма на тези страни преобладава държавният сектор, качеството на туристическите услуги е по-ниско, капиталовложенията в отрасъла са незначителни, рекламата – незадоволителна. Има и страни от Третия свят, които правят изключение – например някои арабски страни.
Най-посещавани страни в света са Франция (67,3 млн. д.), Италия (56,4 млн. д.), Испания (43,4 млн. д.), САЩ (48,4 млн. д.), Мексико (19,4 млн. д.), Канада (17,6 млн. д.), Унгария (17,2 млн. д.), Португалия (10,1 млн. д.).
В териториите, където туризмът е доминиращ стопански отрасъл (морски крайбрежия, планини, селища – архитектурни резервати и други), материалната база за обслужването на туристите и туристическите услуги непрекъснато се усъвършенстват и променят. Целта е целогодишно да се привличат повече туристи и да се увеличават доходите от извършените туристически услуги. Изменят се и централните части (ситито) на големите градове, откриват се нови ресторанти, търговски заведения и други, за да се оползотворят по-рационално туристическите им ресурси. Предвижда се изграждането на туристически селища в организираните територии.
Туризмът осигурява работа за повече от 10 млн. д. в страните от Европейския съюз. Чрез него се осигуряват средства за Европейската банка за развитие, стимулират се търговията и транспортът, подобрява се качеството на услугите, разширява се инфраструктурата на отрасъла.

### Екзотични световни туристически дестинации
Пътуването може да развива и подобрява, но също така да вреди на местата, които туристите посещават. Затова редица популярни дестинации вече въвеждат ограничения. Би Би Си изготвя класация на места, където туризмът носи ползи – подкрепя местните общности, пази природата и съхранява културното наследство. Списъкът е изготвен с участието на журналисти от BBC Travel и водещи световни експерти по устойчив туризъм, сред които Световната туристическа организация на ООН, Sustainable Travel International, Black Travel Alliance и World Travel & Tourism Council. Сред най-екзотичните световни дестинации за екскурзионен и други видове туризъм са посочени следните:
- Доминика – екотуризъм, морски туризъм
- Остров Наошима (Япония) – културен и морски туризъм
- Доломити (Северна Италия) – планински и ски-туризъм
- Гренландия – пешеходен, културен и риболовен туризъм
- Уелс – културен и екотуризъм, пешеходен и велотуризъм
- Осло (Норвегия) – културен, морски, спортен и екотуризъм
- Пърт (Западна Австралия) – морски, винен и екотуризъм
- Шри Ланка – морски, културен и екотуризъм
- Панама – морски, планински, културен и екотуризъм
- Мароко – морски, планински, културен и екотуризъм
- Хаваи – морски, планински, културен, гастрономически и екотуризъм
- Узбекистан – културен и „зелен“ туризъм
- Азорски острови (Португалия) – морски, културен, гастрономически, хобитуризъм и екотуризъм
- Остров Исла дел Сол, езеро Титикака – планински, пешеходен и екотуризъм, „зелен“ сафаритуризъм
- Ботсвана – „зелен“ сафаритуризъм, екотуризъм.

## Статистика
По данни на СОТ само международните туристически пътувания са: през 2004 г. – 766 милиона; през 2007 г. – около 900 милиона. През 2005 г. в Европа са регистрирани 444 милиона пристигания, в Азиатско-тихоокеанския регион – 156 милиона, в Северна и Южна Америка – 133 милиона, а в други региони – 75 милиона.

### Най-посещавани световни туристически дестинации
Световната организация по туризъм докладва следните дестинации като най-посещавани, според броя международни посетители през 2018 г.
| Място | Държава        | Туристически регион | Международни туристи |
| ----- | -------------- | ------------------- | -------------------- |
| 1     | Франция        | Европа              | 89 милиона           |
| 2     | Испания        | Европа              | 83 милиона           |
| 3     | САЩ            | Северна Америка     | 80 милиона           |
| 4     | Китай          | Азия                | 63 милиона           |
| 5     | Италия         | Европа              | 62 милиона           |
| 6     | Турция         | Европа              | 46 милиона           |
| 7     | Мексико        | Северна Америка     | 41 милиона           |
| 8     | Германия       | Европа              | 39 милиона           |
| 9     | Тайланд        | Азия                | 38 милиона           |
| 10    | Великобритания | Европа              | 36 милиона           |

### Икономическо въздействие на туризма
Световният съвет по туризъм и пътувания (ССТП) разглежда икономическото въздействие на пътуванията и туризма в 185 държави по отношение на четирите основни показателя: приноса в БВП, заетостта, износа на посетители и инвестициите. Това позволява сравнения между страните през годините.
Данните в таблиците показват държавите с най-голям пряк принос на пътуванията и туризма към БВП през 2016 г.
| Място | Държава        | Милиарда долара |
| ----- | -------------- | --------------- |
| 1     | САЩ            | 503,7           |
| 2     | Китай          | 275,2           |
| 3     | Германия       | 138,1           |
| 4     | Япония         | 110,5           |
| 5     | Великобритания | 90,0            |
| 6     | Франция        | 89,8            |
| 7     | Индия          | 86,2            |
| 8     | Италия         | 76,7            |
| 9     | Испания        | 71,1            |
| 10    | Мексико        | 63,7            |

| Място | Държава                     | Процент от БВП |
| ----- | --------------------------- | -------------- |
| 1     | Малдиви                     | 40,9 %         |
| 2     | Британски Виржински острови | 34,3 %         |
| 3     | Аруба                       | 28,6 %         |
| 4     | Макао                       | 27,3 %         |
| 5     | Холандски Антили            | 23,3 %         |
| 6     | Сейшели                     | 22,0 %         |
| 7     | Бахами                      | 19,8 %         |
| 8     | Ангуила                     | 19,2 %         |
| 9     | Вануату                     | 17,2 %         |
| 10    | Кабо Верде                  | 17,2 %         |

Според съвместно проучване на ССТП, Oxford Economics и Visa сред градовете, които са генерирали най-много приходи от туризъм през 2022 г., на първо място е френската столица Париж с почти 36 милиарда долара. Прогнозата на анализаторите е, че през 2032 г. най-печелившият град от туризъм ще бъде Пекин:

#### Най-печеливши градове от туризъм
| Класиране за 2022 г. 1. Париж 2. Пекин 3. Орландо 4. Шанхай 5. Гуанджоу 6. Лас Вегас 7. Ню Йорк 8. Токио 9. Мексико Сити 10. Лондон | Прогноза за 2032 г. 1. Пекин 2. Шанхай 3. Париж 4. Орландо 5. Гуанджоу 6. Лас Вегас |

### Разходи за изходящи пътувания
През 2016 г. разходите за изходящи пътувания в държавите се изразяват в следните проценти от общия глобален дял за света:
| 1 | Китай             | 21,2 % |
| 2 | САЩ               | 11,1 % |
| 3 | Германия          | 6,4 %  |
| 4 | Великобритания    | 5,3 %  |
| 5 | Франция           | 3,5 %  |
| 6 | Останалите страни | 52,6 % |

### Растеж на туризма и туристическата икономика
Световният съвет по туризъм и пътувания дава следните сведения за растежа на туризма и туристическата икономика в държавите със силен международен туризъм:
| 1  | Мианмар             | 73,5 % |
| 2  | Судан               | 49,8 % |
| 3  | Азербайджан         | 36,4 % |
| 4  | Катар               | 34,1 % |
| 5  | Сао Томе и Принсипи | 30,1 % |
| 6  | Шри Ланка           | 26,4 % |
| 7  | Камерун             | 25,5 % |
| 8  | Грузия              | 22,7 % |
| 9  | Исландия            | 20,0 % |
| 10 | Киргизстан          | 19,5 % |

| 1  | Азербайджан | 46,1 % |
| 2  | Монголия    | 24,4 % |
| 3  | Исландия    | 20,1 % |
| 4  | Кипър       | 15,4 % |
| 5  | Казахстан   | 15,2 % |
| 6  | Молдова     | 14,2 % |
| 7  | Коста Рика  | 12,1 % |
| 8  | Грузия      | 11,2 % |
| 9  | Шри Ланка   | 10,7 % |
| 10 | Тайланд     | 10,7 % |